# St. Pelagius (Denkendorf)

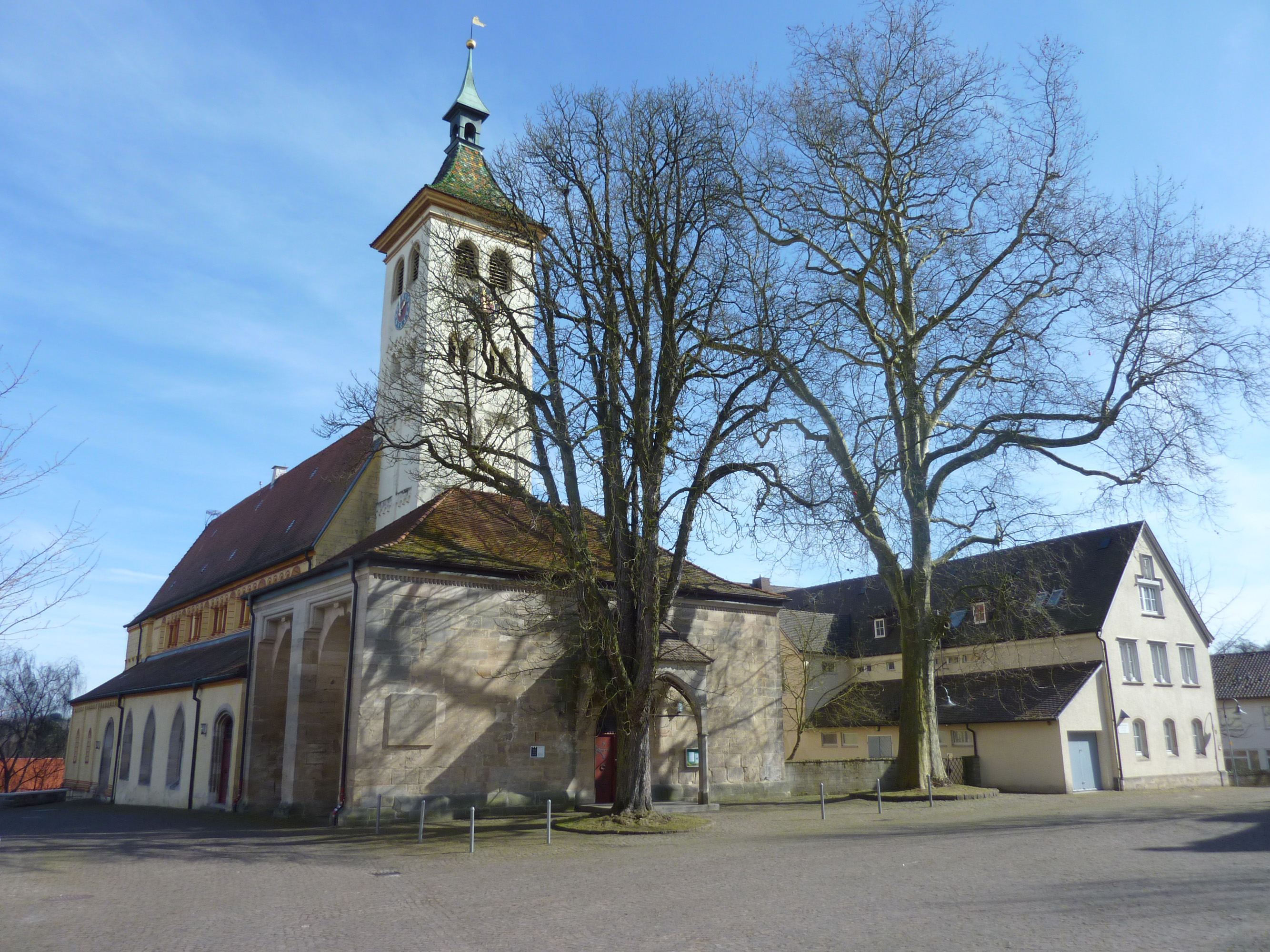
St. Pelagius in Denkendorf

Die ehemalige Klosterkirche St. Pelagius ist eine um 1200 geweihte Basilika in Denkendorf im Landkreis Esslingen. Die Kirchengemeinde gehört zum Kirchenbezirk Esslingen der Evangelischen Landeskirche in Württemberg. Das Kirchengebäude ist ein geschütztes Kulturdenkmal nach dem Denkmalschutzgesetz. 

## Beschreibung

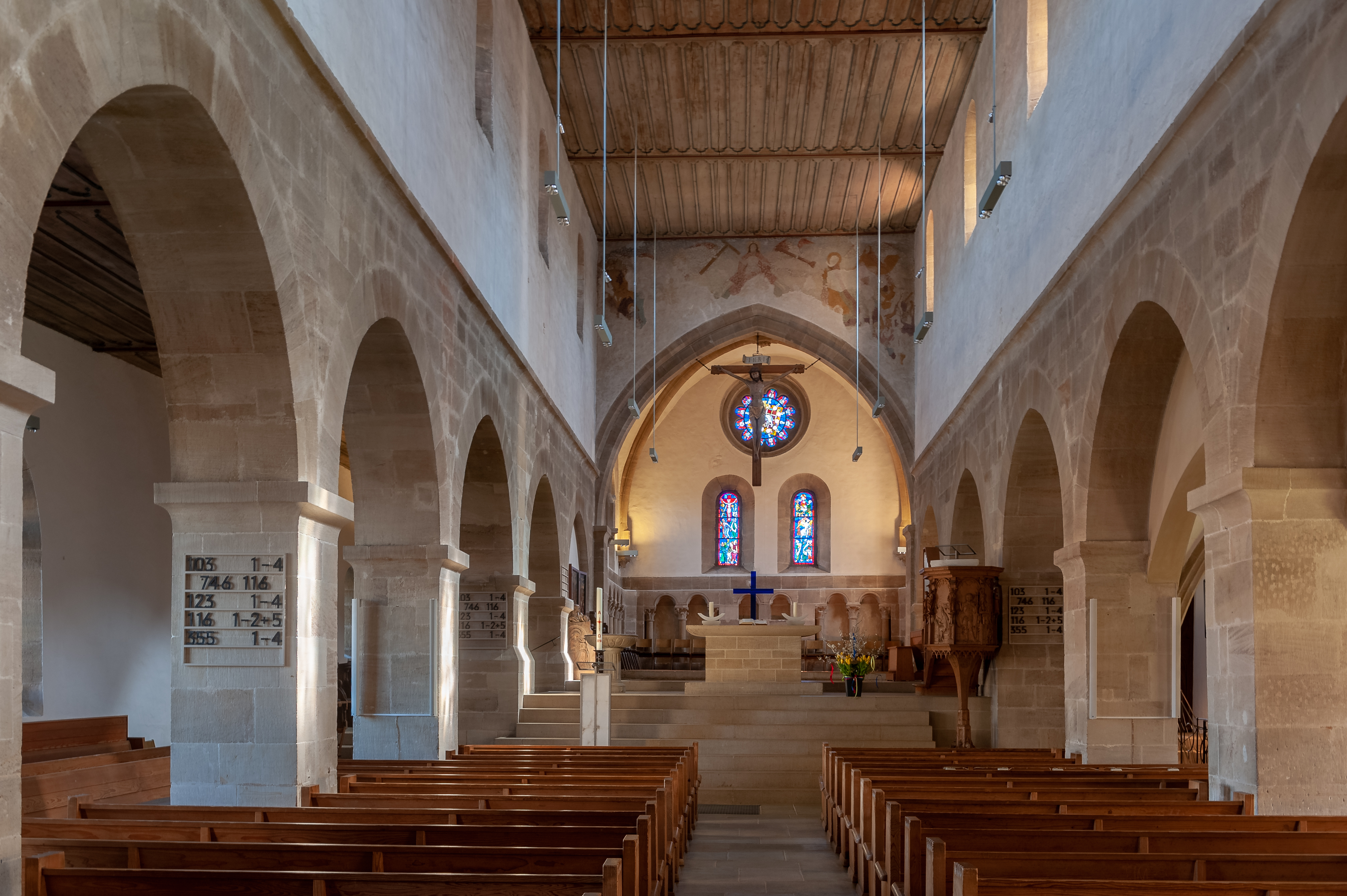
Blick zum Chor

Die Basilika wurde im Kern um 1200 als Klosterkirche des Klosters Denkendorf errichtet. Ihr Langhaus aus einem Mittelschiff und zwei Seitenschiffen wurde 1977 rekonstruiert. Der gerade geschlossene Chor wurde zwischen 1230 und 1240 in die zwei östlichen Joche des Mittelschiffs eingebaut. Er ist innen mit einem Kreuzrippengewölbe überspannt. Um 1220 wurde im Westen vor dem Kirchturm in Längsrichtung ein dreischiffiger, quer mit einem Walmdach bedeckter Anbau mit zwei Jochen angefügt, hinter dessen Portal sich das Vestibül befindet. Die unteren fünf Geschosse des Kirchturms stammen vom frühromanischen Vorgängerbau, die oberen aus dem 18. Jahrhundert beherbergen die Turmuhr und den Glockenstuhl. Darauf sitzt ein geschwungenes, mit einer Laterne bekröntes Pyramidendach.
Der Innenraum des Mittelschiffs ist mit einer Flachdecke überspannt. Zur Kirchenausstattung gehören ein Flügelaltar von 1515, der mit Heiligen bemalt ist, und eine Kanzel aus dem Jahr 1518.

## Sonstiges
St. Pelagius ist die evangelische Ortskirche und wird für Gottesdienste und Kulturveranstaltungen genutzt. Die umgebaute Zehntscheuer des ehemaligen Klosters dient als Gemeinderaum.
In der Apsis der Klosterkirche wird im Dezember die Krippe der Margarethe Schmid aufgestellt. Sie erzählt mit 76 Figuren die Geschichte vom Sündenfall bis zur Flucht nach Ägypten.